# Koinyt (cràter)
Koinyt és un cràter d'impacte en el planeta Venus de 11,7 km de diàmetre. Porta el nom d'un antropònim nivkh, i el seu nom va ser aprovat per la Unió Astronòmica Internacional el 1997.